# Cono arterioso

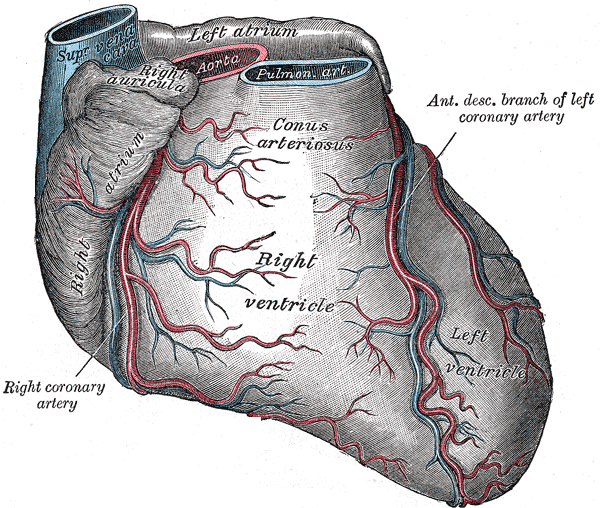
Superficie sternocostale del cuore. Il cono arterioso è visibile nella parte superiore centrale

Il cono arterioso o infundibolo cardiaco è una specie di borsa conica che si trova nell'angolo superiore sinistro del ventricolo destro del cuore e da cui si origina l'arteria polmonare (o tronco polmonare).
Una banda tendinea, chiamata tendine del cono arterioso, si estende verso l'alto dall'anello fibroso atrioventricolare e connette la superficie posteriore del cono arterioso all'aorta.
Le pareti del cono arterioso sono lisce.

## Pesci
Nei pesci, il cono arterioso è una delle quattro parti in cui è suddiviso il cuore di questi animali. Ha il compito di assorbire parte dei repentini cambiamenti della pressione sanguigna che avvengono durante la sistole e di mantenere la pressione costante durante la diastole.